# Bob Nevin
Robert Frank Nevin, dit Bob, (né le 18 mars 1938 à South Porcupine dans la province de l'Ontario au Canada et mort le 21 septembre 2020) est un joueur professionnel canadien de hockey sur glace qui évoluait au poste d'ailier droit.

## Biographie
Après une première saison avec les Dukes de Weston dans son Ontario natal, Bob Nevin rejoint l'équipe junior des Marlboros de Toronto dans la Ligue de hockey de l'Ontario où il passe quatre saisons de 1954 à 1958. En 152 matches, il marque 111 buts et 210 points. Il joue ses premiers matches avec les Maple Leafs de Toronto, dans la Ligue nationale de hockey, à la fin de la saison 1957-1958 mais il doit attendre la saison 1960-1961 pour faire partie intégrante de l'effectif professionnel de l'équipe. Au cours de cette première saison où il est aligné aux côtés de Red Kelly et Frank Mahovlich, il termine avec 21 buts et 58 points marqués en 68 matches joués ; cette performance lui permet d'être finaliste pour l'obtention du trophée Calder où il termine finalement deuxième derrière son coéquipier Dave Keon.
Nevvy, comme il est surnommé, participe au sein de la même ligne à la conquête de la Coupe Stanley lors de la saison 1961-1962 ; il dispute les douze rencontre de son équipe lors des séries éliminatoires alors que les Maple Leafs battent les Rangers de New York puis les champions en titre, les Black Hawks de Chicago. Lors du sixième match, joué à Chicago, les Blackhawks mènent 1-0 avant que Nevin égalise et que Dick Duff marque le but donnant la Coupe aux Maple Leafs. La saison suivante, Toronto fait honneur à son titre de champion en terminant en tête de la saison régulière avant de remporter une deuxième Coupe consécutive. Nevin marque 33 buts en 58 matches de saison régulière puis 3 en séries éliminatoires dont un doublé lors du premier match de la finale contre les Red Wings de Détroit.
Le 22 février 1964, après avoir joué 49 derniers matches avec Toronto, il est échangé aux Rangers de New York en compagnie de Dick Duff et trois jeunes joueurs que sont alors Rod Seiling, Arnie Brown et Bill Collins contre Andy Bathgate and Don McKenney,. Il passe ensuite un peu plus de sept saisons à New York dont il devient le capitaine le 5 février 1965 et le reste jusqu'à la fin de la saison 1970-1971. Le 18 février 1969, il devient le premier joueur des Rangers à marquer un but dans leur nouveau Madison Square Garden lors du premier match de la LNH qui y est disputé.
Après 505 matches joués, 168 buts, 174 aides et 342 points marqués avec les Rangers, il est échangé à Minnesota en 1971. Il joue deux saisons avec les North Stars puis trois avec les Kings de Los Angeles avant de terminer sa carrière professionnelle dans l'Association mondiale de hockey avec les Oilers d'Edmonton. Au cours de sa carrière, il est invité à joueur quatre Matchs des étoiles de la Ligue nationale de hockey en 1962, 1963, 1967 et 1968.
Bob Nevin décède le 21 septembre 2020 à l'âge de 82 ans.

## Statistiques
| Saison     | Équipe                   | Ligue          |       | Saison régulière | Saison régulière | Saison régulière | Saison régulière | Saison régulière |    | Séries éliminatoires | Séries éliminatoires | Séries éliminatoires | Séries éliminatoires | Séries éliminatoires |
| Saison     | Équipe                   | Ligue          | PJ    | B                | A                | Pts              | Pun              | PJ               | B  | A                    | Pts                  | Pun                  |                      |                      |
| 1953-1954  | Dukes de Weston          | AHO-B          |       |                  |                  |                  |                  |                  |    |                      |                      |                      |                      |                      |
| 1954-1955  | Marlboros de Toronto     | AHO            | 3     | 0                | 0                | 0                | 0                |                  |    |                      |                      |                      |                      |                      |
| 1955-1956  | Marlboros de Toronto     | AHO            | 48    | 34               | 31               | 65               | 34               | 11               | 7  | 4                    | 11                   | 7                    |                      |                      |
| 1955-1956  | Marlboros de Toronto     | Coupe Memorial |       |                  |                  |                  |                  | 6                | 5  | 0                    | 5                    | 6                    |                      |                      |
| 1956-1957  | Marlboros de Toronto     | AHO            | 51    | 45               | 29               | 74               | 52               | 9                | 5  | 6                    | 11                   | 13                   |                      |                      |
| 1956-1957  | Americans de Rochester   | LAH            | 1     | 0                | 0                | 0                | 0                |                  |    |                      |                      |                      |                      |                      |
| 1957-1958  | Marlboros de Toronto     | AHO            | 50    | 32               | 39               | 71               | 29               | 13               | 13 | 10                   | 23                   | 15                   |                      |                      |
| 1957-1958  | Maple Leafs de Toronto   | LNH            | 4     | 0                | 0                | 0                | 0                |                  |    |                      |                      |                      |                      |                      |
| 1957-1958  | Americans de Rochester   | LAH            | 1     | 0                | 2                | 2                | 2                |                  |    |                      |                      |                      |                      |                      |
| 1957-1958  | Marlboros de Toronto     | Coupe Memorial |       |                  |                  |                  |                  | 4                | 2  | 1                    | 3                    | 16                   |                      |                      |
| 1958-1959  | Maple Leafs de Toronto   | LNH            | 2     | 0                | 0                | 0                | 2                |                  |    |                      |                      |                      |                      |                      |
| 1958-1959  | Saguenéens de Chicoutimi | LHQ            | 35    | 16               | 8                | 24               | 12               |                  |    |                      |                      |                      |                      |                      |
| 1958-1959  | Americans de Rochester   | LAH            | 21    | 3                | 3                | 6                | 6                |                  |    |                      |                      |                      |                      |                      |
| 1959-1960  | Americans de Rochester   | LAH            | 71    | 32               | 42               | 74               | 10               | 12               | 6  | 4                    | 10                   | 4                    |                      |                      |
| 1960-1961  | Maple Leafs de Toronto   | LNH            | 68    | 21               | 37               | 58               | 13               | 5                | 1  | 0                    | 1                    | 2                    |                      |                      |
| 1961-1962  | Maple Leafs de Toronto   | LNH            | 69    | 15               | 30               | 45               | 10               | 12               | 2  | 4                    | 6                    | 6                    |                      |                      |
| 1962-1963  | Maple Leafs de Toronto   | LNH            | 58    | 12               | 21               | 33               | 4                | 10               | 3  | 0                    | 3                    | 2                    |                      |                      |
| 1963-1964  | Maple Leafs de Toronto   | LNH            | 49    | 7                | 12               | 19               | 26               |                  |    |                      |                      |                      |                      |                      |
| 1963-1964  | Rangers de New York      | LNH            | 14    | 5                | 4                | 9                | 9                |                  |    |                      |                      |                      |                      |                      |
| 1964-1965  | Rangers de New York      | LNH            | 64    | 16               | 14               | 30               | 28               |                  |    |                      |                      |                      |                      |                      |
| 1965-1966  | Rangers de New York      | LNH            | 69    | 29               | 33               | 62               | 10               |                  |    |                      |                      |                      |                      |                      |
| 1966-1967  | Rangers de New York      | LNH            | 67    | 20               | 24               | 44               | 6                | 4                | 0  | 3                    | 3                    | 2                    |                      |                      |
| 1967-1968  | Rangers de New York      | LNH            | 74    | 28               | 30               | 58               | 20               | 6                | 0  | 3                    | 3                    | 4                    |                      |                      |
| 1968-1969  | Rangers de New York      | LNH            | 71    | 31               | 25               | 56               | 14               | 4                | 0  | 2                    | 2                    | 0                    |                      |                      |
| 1969-1970  | Rangers de New York      | LNH            | 68    | 18               | 19               | 37               | 8                | 6                | 1  | 1                    | 2                    | 2                    |                      |                      |
| 1970-1971  | Rangers de New York      | LNH            | 78    | 21               | 25               | 46               | 10               | 13               | 5  | 3                    | 8                    | 0                    |                      |                      |
| 1971-1972  | North Stars du Minnesota | LNH            | 72    | 15               | 19               | 34               | 6                | 7                | 1  | 1                    | 2                    | 0                    |                      |                      |
| 1972-1973  | North Stars du Minnesota | LNH            | 66    | 5                | 13               | 18               | 0                |                  |    |                      |                      |                      |                      |                      |
| 1973-1974  | Kings de Los Angeles     | LNH            | 78    | 20               | 30               | 50               | 12               | 5                | 1  | 0                    | 1                    | 2                    |                      |                      |
| 1974-1975  | Kings de Los Angeles     | LNH            | 80    | 31               | 41               | 72               | 19               | 3                | 0  | 0                    | 0                    | 0                    |                      |                      |
| 1975-1976  | Kings de Los Angeles     | LNH            | 77    | 13               | 42               | 55               | 14               | 9                | 2  | 1                    | 3                    | 4                    |                      |                      |
| 1976-1977  | Oilers d'Edmonton        | AMH            | 13    | 3                | 2                | 5                | 0                |                  |    |                      |                      |                      |                      |                      |
| Totaux LNH | Totaux LNH               | Totaux LNH     | 1 128 | 307              | 419              | 726              | 211              | 84               | 16 | 18                   | 34                   | 24                   |                      |                      |